# Вяземский уезд
Вяземский уезд — административная единица в составе Рижской губернии, Смоленского наместничества и Смоленской губернии, существовавшая в 1708 — 1929 годах. Центр — город Вязьма.

## История
Юридически Вяземский уезд был оформлен в 1708 году в ходе административной реформы Петра I, когда он был отнесён к Смоленской губернии. В 1713 году Смоленская губерния была упразднена и Вяземский уезд отошёл к Рижской губернии, однако уже в 1726 году Смоленская губерния была восстановлена. С 1775 по 1796 год Вяземский уезд относился к Смоленскому наместничеству, а потом вновь стал частью Смоленской губернии.
В 1929 году Смоленская губерния и все её уезды были упразднены, а их территория вошла в новую Западную область.

## Население
По данным переписи 1897 года в уезде проживало 105,5 тыс. чел. В том числе русские — 98,3 %. В городе Вязьме проживало 15 645 чел.

## Административное деление
В 1890 году в состав уезда входило 25 волостей
| № п/п | Волость             | Волостное правление | Число селений | Население |
| ----- | ------------------- | ------------------- | ------------- | --------- |
| 1     | Бессоновская        | с. Бессоново        | 21            | 2836      |
| 2     | Бекасовская         | д. Бекасово         | 9             | 1629      |
| 3     | Городищенская       | с. Городище         | 17            | 2272      |
| 4     | Жилинская           | с. Жилино           | 14            | 1758      |
| 5     | Жуковская           | с. Жуково           | 40            | 2926      |
| 6     | Леонтьевская        | с. Леонтьево        | 41            | 5131      |
| 7     | Лужковская          | д. Папортная        | 34            | 2771      |
| 8     | Морозовская         | с. Морозово         | 34            | 2938      |
| 9     | Мясоедовская        | с. Федоровское      | 16            | 3984      |
| 10    | Новосельская        | с. Новое Село       | 31            | 6667      |
| 11    | Осташевская         | с. Боровщина        | 34            | 4465      |
| 12    | Относовская         | с. Относово         | 22            | 3046      |
| 13    | Семлевская          | с. Семлёво          | 27            | 2367      |
| 14    | Сережанская         | с. Сережань         | 22            | 2335      |
| 15    | Соловецкая          | д. Дерново          | 34            | 1379      |
| 16    | Спас-Волженская     | д. Маслова          | 39            | 4407      |
| 17    | Спас-Неразлученская | с. Костино          | 28            | 3487      |
| 18    | Спас-Телепневская   | с. Спас-Телепнево   | 23            | 3690      |
| 19    | Успенская           | с. Успенское        | 25            | 3669      |
| 20    | Фомищевская         | с. Фомищево         | 17            | 2452      |
| 21    | Хмелитская          | с. Хмелита          | 29            | 3010      |
| 22    | Царево-Займищенская | с. Царево-Займище   | 17            | 2110      |
| 23    | Шуйская             | д. Покров           | 24            | 3784      |
| 24    | Юреневская          | с. Рыхлово          | 44            | 5007      |
| 25    | Ямская              | сл. Ямская          | 17            | 2452      |

В 1913 году в уезде было 18 волостей: упразднены Бессоновская, Бекасовская, Жилинская, Жуковская, Лужковская, Спас-Телепневская, Царево-Займищенская волости; Мясоедовская переименована в Федоровскую, Относовская — в Чепчуговскую (с. Чепчугово) волости.
К 1926 году волостей стало 7: Волсто-Пятницкая, Вяземско-Пригородная, Издешковская, Исаковская, Семлевская, Тумановская, Хмелитская.